# Axel Påhlman
Axel Gabriel Påhlman, född 16 april 1882 i Linköping, död 26 oktober 1962 i Stockholm, var en svensk kooperatör.
Axel Påhlman var son till byggmästaren Frans August Påhlman. Efter mogenhetsexamen i Linköping 1901 utbildade han sig till trädgårdsmästare och utexaminerades från Bergianska trädgårdens trädgårdsskola i Stockholm 1906. Påhlman anställdes i tidskriften Kooperatören 1907 och var 1910–1913 dess redaktör. 1913 blev han sekreterare i Kooperativa förbundet, där han 1913–1926 var konsulent och 1927–1947 arkivarie. Påhlman gjorde en betydelsefull insats inom den kooperativa rörelsen. Tillsammans med Martin Sundell, reste han från 1907 och under ett tjugotal år som föredragshållare och organisatör i landsorten. Vid Sundells sida arbetade Påhlman energiskt för att utrota konsumtionskrediten och öka föreningarnas kapitalbildning genom att höja insatskapitalet. Han bedrev grundliga studier av de brittiska kooperationen, vilka han redovisade i utländska publikationer. Som arkivarie sammanställde han en rikt material för att belysa kooperationens historia. Förutom en rad monografier över enskilda konsumtionsföreningar utgav han arbeten om den kooperativa mönsterföreningen i Rochdale (Pionjärerna, 1944) och om den liberala arbetarrörelsen och den tidiga kooperationen i Sverige (Arbetarföreningarna i Sverige 1850–1900, 1944 tillsammans med Walter Sjölin). Han skrev också en mängd tidskriftsartiklar, bland annat om trädgårdsodling och brittisk fackföreningshistoria. Axel Påhlman är begravd på Bromma kyrkogård.